# Medaille „Für die Verteidigung Sewastopols“ (1942)

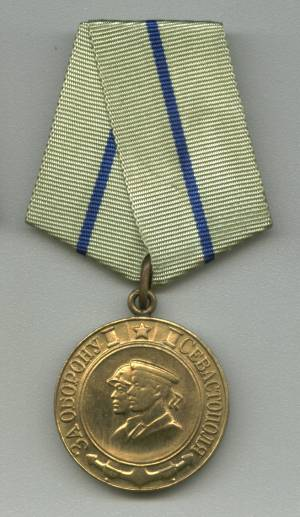
Avers der Medaille

Die Medaille „Für die Verteidigung Sewastopols“ (russisch Медаль „За оборону Севастополя“) war eine sowjetische Auszeichnung, welche an die Verteidiger der Stadt Sewastopol im Zuge der Schlacht um Sewastopol während des Zweiten Weltkrieges verliehen wurde. Die Stiftung erfolgte durch Josef Stalin.

## Aussehen und Trageweise
Die bronzefarbene Medaille zeigt auf ihrem Avers mittig die Köpfe zweier Rotarmisten, wobei der vordere einen Matrosen darstellt. Umschlossen werden diese von der Umschrift За оборону Севастополя (Für die Verteidigung Sewastopols). Der Schriftzug ist dabei an seinem mittleren unteren Teil von einem Anker durchbrochen, dessen Mitte von den Soldatenportraits verborgen ist. Zwischen den Ankerarmen am oberen Medaillenrand prangt ein Sowjetstern. Das Revers zeigt die dreizeilige Inschrift: За нашу / советскую / родину (Für unsere sowjetische Heimat). Darüber finden sich die Symbole Hammer und Sichel.
Getragen wurde die Medaille an der linken oberen Brustseite des Beliehenen an einer langgestreckten pentagonalen stoffbezogenen Spange, deren Grundfarbe hellgrün mit senkrecht eingewebtem blauen Mittelstreifen ist. Die dazugehörige Interimsspange ist von gleicher Beschaffenheit.